# Take Point
Pour plus de détails, voir Fiche technique et Distribution.
Take Point (hangeul : PMC: 더 벙커 ; RR : PMC: Deo Beong-keo ; litt. « Société militaire privée : le bunker ») est un film sud-coréen réalisé par Kim Byung-woo, sorti en 2018.
Le film se déroule durant l'élection présidentielle américaine de 2024. Ahab (Ha Jeong-woo) et son groupe de mercenaires d'élite appartenant à la société militaire privée Black Lizard acceptent une mission secrète de la CIA. L'opération consiste à kidnapper un haut-fonctionnaire nord-coréen désigné King qui se trouve dans un immense bunker à 30 mètres sous la zone démilitarisée. L'équipe d'Ahab mène l'assaut et s'empare de sa cible qui se révèle être le chef suprême de la Corée du Nord. Alors qu'Ahab et son équipe entament leur exfiltration, ils sont assaillis par des commandos lourdement armés qui leur coupent toute retraite.
Il totalise plus d'un million d'entrées au box-office sud-coréen de 2018 et rapporte environ 12,5 millions de dollars.

## Synopsis
Redoutant une guerre nucléaire entre les États-Unis et la Corée du Nord, l'agent de la CIA Mackenzie recrute Ahab, leader d'une unité de mercenaires hautement qualifiés appelée Black Lizard. Leur mission est d'infiltrer un bunker situé à 30 mètres de profondeur sous la zone démilitarisée entre les deux Corées et de capturer une ciblé dénommée King. L'équipe d'Ahab passe à l'assaut et arrive à s'emparer de leur cible qui se révèle être le leader de la Corée du Nord en personne. Au cours de ce raids, les hommes d'Ahab font leur jonction avec une autre équipe menée par Markus qui arrive en renfort. Mais alors que les deux équipes entament leur extraction, elles sont prises à partie par des assaillants lourdement armés et équipés qui leur coupent toute retraite. Aucune extraction n'étant possible dans l'immédiat, les mercenaires reçoivent l'ordre de se déplacer et de mettre King à l'abri. Ahab accompagné par Logan, le médecin de l'équipe, emmène King dans une chambre sécurisée pour attendre l'extraction. Mais Markus, qui a reçu une meilleure offre d'une société militaire concurrente, tire sur Logan et King et essaie de tuer Ahab qui parvient toutefois à éliminer l'agent double et à stabiliser King qui est gravement blessé. Lui-même handicapé après que sa jambe artificielle a été détruite lors du combat contre Markus, Ahab va guider ses hommes qui sont toujours aux prises avec les commandos qui ont investi le bunker. Il parvient à guider ses hommes vers le docteur Yoon Ji-eui qui l'aide à réanimer King en le conseillant à distance sur la procédure à suivre. Devant l'aggravation de la situation, le bunker est bombardé et certaines galeries commencent à s'effondrer alors que les hommes d'Ahab, acculés, commencent à enregistrer des pertes dans leur combat contre les commandos ennemis. 
Ahab parvient à reprendre contact avec l'agent Mackenzie et demande une nouvelle extraction. Il a alors la désagréable surprise d'apprendre que l'agent Mackenzie a été déchargée de sa mission et qu'une nouvelle frappe aérienne a été programmée contre le bunker. Il parvient toutefois à faire sa jonction avec le docteur Yoon alors que ses hommes sont tués l'un après l'autre malgré une résistance héroïque. Les deux hommes se retrouvent dans la chambre où est installé King auquel le docteur Yoon transfuse son sang pour le maintenir en vie. Les lieux sont alors investis en force par leurs adversaires. C'est alors que l'équipe de secours envoyée par Mackenzie fait irruption et parvient à les dégager in extremis. Achab, King et Yoon sont finalement exfiltrés dans un avion qui se retrouve attaqué. Alors que l'appareil se désintègre en plein vol, Yoon et King son éjectés de la carlingue. Ahab passe un parachute sur son dos et saute dans le vide, rattrapant les deux hommes. Si King ne survit pas à la chute, Yoon s'en sort et aide Ahab à marcher en s'appuyant sur son épaule.

## Fiche technique
Sauf indication contraire ou complémentaire, les informations mentionnées dans cette section peuvent être confirmées par la base de données de KMDb
- Titre original : PMC: 더 벙커
- Titre international : Take Point
- Réalisation et scénario : Kim Byung-woo
- Direction artistique : Kim Byung Han
- Costumes : Chae Kyung-wha
- Photographie : Kim Byeong-seo
- Son : Choi Tea-young
- Montage : Kim Chang-ju
- Musique : Lee Ju-noh
- Production : Park Joon-shik
- Société de production : Perfect Storm Film
- Société de distribution : CJ Entertainment
- Pays de production :  Corée du Sud
- Langue originale : coréen
- Format : couleur
- Genre : action, thriller
- Durée : 124 minutes
- Dates de sortie :
  - Corée du Sud : 26 décembre 2018
  - Belgique : 18 avril 2019 (Festival international du film fantastique de Bruxelles)[1]

## Distribution
- Ha Jeong-woo[2] : Ahab
- Lee Sun-kyun[2] : Dr Yoon Ji-eui
- Jennifer Ehle[3] : Agent Mackenzie
- Kevin Durand[3] : Markus
- Malik Yoba : Gerald
- Spencer Daniels : Logan
- Robert Curtis Brown : le président McGregor
- Jeff Bosley : Dimitri
- Jorge-Luis Pallo : Pedro
- Dean Dawson : l'analyste de sécurité stratégique
- Markina Brown : le présentateur de CNBC
- Kaden Vu : Bao
- Ines Laimins : le secrétaire d'État
- Andreas Fronk : le capitaine des Alligator 47
- Liviu Covalschi : Carlos
- Paul Meixner : Marcel
- Julián Juaquín : Jose
- István Medvigy : l'agent Charles de la CIA
- Barri Tsavaris : l'agent Diane de la CIA
- Jack Lyons : Nelson

## Production
Le tournage a lieu entre 4 août au 1er décembre 2017,.